# Législature d'État de Hawaï
33e législature
Capitole de l'État d'Hawaï
La législature d'État de Hawaï (en anglais : Hawaii State Legislature, en hawaïen : Ka ‘Aha‘ōlelo kau kānāwai o ka Moku‘āina o Hawai‘i) est l'organe législatif de l'État américain d'Hawaï.

## Structure
Elle se présente sous la forme d'un parlement bicaméral composé d'une chambre haute, le Sénat de 25 élus, et d'une chambre basse, la Chambre des représentants de 51 élus.
La législature siège au Capitole de l'État d'Hawaï à Honolulu, la capitale de l'État.

## Composition
La législature actuelle d'Hawaï est à majorité démocrate, avec un Sénat composé de 22 démocrates et 3 républicains et une Chambre des représentants composée de 42 démocrates et 9 républicains.

## Mandats
Les membres de la Chambre des représentants sont élus pour deux ans au scrutin uninominal majoritaire à un tour dans autant de circonscriptions.
Les membres du Sénat sont élus au scrutin uninominal majoritaire à un tour dans autant de circonscriptions que de sièges à pourvoir, selon un calendrier particulier appelé système de mandat 2-4-4. Cette appellation désigne la façon dont la moitié des membres de la chambre effectue un mandat de deux ans puis deux de quatre ans en l'espace d'une décennie, de telle sorte que le Sénat soit renouvelé par moitié à chaque élection, avant d'être intégralement renouvelés tous les dix ans.
Le renouvellement de 2020 est ainsi celui du second groupe de 13 sénateurs, pourvus pour deux ans, avant le renouvellement intégral de 2022.